# Дружелюбовка (Харьковская область)
Дружелю́бовка (укр. Дружелюбівка), село, 
Изюмский сельский совет,
Боровский район,
Харьковская область.
Код КОАТУУ — 6321082004. Население по переписи 2001 г. составляло 356 (159/197 м/ж) человек.

## Географическое положение
Село Дружелюбовка находится в 3-х км от села  Изюмское.

## История
- 1780-е года — время первого упоминания села[1].
- В селе в 1993 году действовали детский сад, медпункт, магазины, детский сад, школа, почта, Дом быта, столовая, автоматическая телефонная станция (АТС), колхоз "Правда" (здесь и в Андреевке)[3], названный в честь центральной газеты "Правда".

## Экономика
- В селе при СССР была молочно-товарная ферма.
- «Рубикон», фермерское хозяйство.
- КСП «Правда» — специализация зерно, молоко.

## Уроженцы
- Попов, Александр Васильевич (филолог) — русский филолог.